# Karla Staszak
Karla Staszak (* 3. Juli 1941 in Leipzig) ist eine deutsche Politikerin (SPD).
Staszak begann ihre berufliche Laufbahn mit einer Ausbildung als Buchhändlerin in Leipzig. Sie studierte Germanistik, Latein und Geschichte in Greifswald und Rostock und arbeitete danach als Buchhändlerin, Erzieherin und Lehrerin. Letzteres übte sie von 1981 bis 1990 an der Medizinischen Fachschule in Rostock im Fach Deutsch als Fremdsprache aus. Von 1990 bis 1994 war sie Gleichstellungsbeauftragte der Stadtverwaltung Rostock. Sie wurde 1994 und 1998 für die Hansestadt Rostock direkt in den Landtag von Mecklenburg-Vorpommern gewählt. Nach ihrer Wahl in den Landtag wurde sie 1994 erste Frauen- und Gleichstellungsbeauftragte der Landesregierung im Range einer parlamentarischen Staatssekretärin. 2002 schied sie aus diesem Amt aus, nachdem sie auf eine erneute Kandidatur für den Landtag verzichtet hatte. 
Staszak war von 1990 bis 1993 Bundessprecherin der kommunalen Gleichstellungsbeauftragten. Sie gehörte von 1994 bis 2002 dem Landtag Mecklenburg-Vorpommern an.
Staszak ist verheiratet und Mutter dreier Kinder.